# 旧鮎川小学校
旧鮎川小学校（きゅうあゆかわしょうがっこう）は、秋田県由利本荘市にある木造建築物。竣工から2004年（平成16年）まで中学校および小学校の校舎として使用された。校舎としての役目を終えてからは文化財や観光スポットとして管理・利用されており、建物4点が国の登録有形文化財に登録されている。

## 概要
旧鮎川小学校の建物群は、1953年（昭和28年）から1954年（昭和29年）にかけて由利町立鮎川中学校（由利本荘市立由利中学校の前身）校舎として旧・鮎川村村有林の木材を用いて建てられた。1970年（昭和45年）の中学校統合により同校が廃止されてからは同町立鮎川小学校（由利本荘市立由利小学校の前身）校舎に転用された。鮎川小学校は2004年の小学校統合で廃止されたが、由利本荘市が所有する下で、2008年（平成20年）7月には建物の保存のために任意団体の「鮎の風実行委員会」が設立され、建物の維持管理や行事の開催に当たっている。
敷地には染井吉野の桜並木があり、銀杏並木に約1万2000個のイルミネーションがともるイベントも開催される。
2022年（令和4年）12月12日、 秋田県の「未来に伝えたい秋田のインフラ50選」に旧鮎川小学校（建築物）が選出された。

## 全体規模
旧鮎川小学校は木造平屋建て校舎3棟、体育館1棟、その他付帯設備からなる。
- 全体面積　24,504 m2
- 校舎の面積　8,272 m2

## 登録有形文化財
旧鮎川小学校の建物群は一部が改装されているものの、規模は建築当初のまま維持されてきており、2012年（平成24年）2月23日に、以下の建物4点が国の登録有形文化財に登録された。建物はいずれも瓦葺きの木造平屋である。
- 旧鮎川小学校屋内運動場[8]
  - 1953年竣工、1991年改修。建築面積は548 m2。
- 旧鮎川小学校北校舎棟[9]
  - 1953年竣工、1975年・1991年・1997年改修。建築面積は571 m2。
- 旧鮎川小学校中央校舎棟[10]
  - 1953年竣工、1991年・1997年改修。建築面積は649 m2。
- 旧鮎川小学校南校舎棟[11]
  - 1954年竣工、1991年・1997年改修。建築面積は651 m2。

## 見学
- 見学の際は、鮎の風実行委員会に事前連絡が必要

## 所在地
- 〒015-0363 秋田県秋田県由利本荘市町村字鳴瀬台65-1

## アクセス
- 由利高原鉄道鮎川駅より徒歩約20分